# Calcaire de Greenbrier
Pour les articles homonymes, voir Greenbrier.

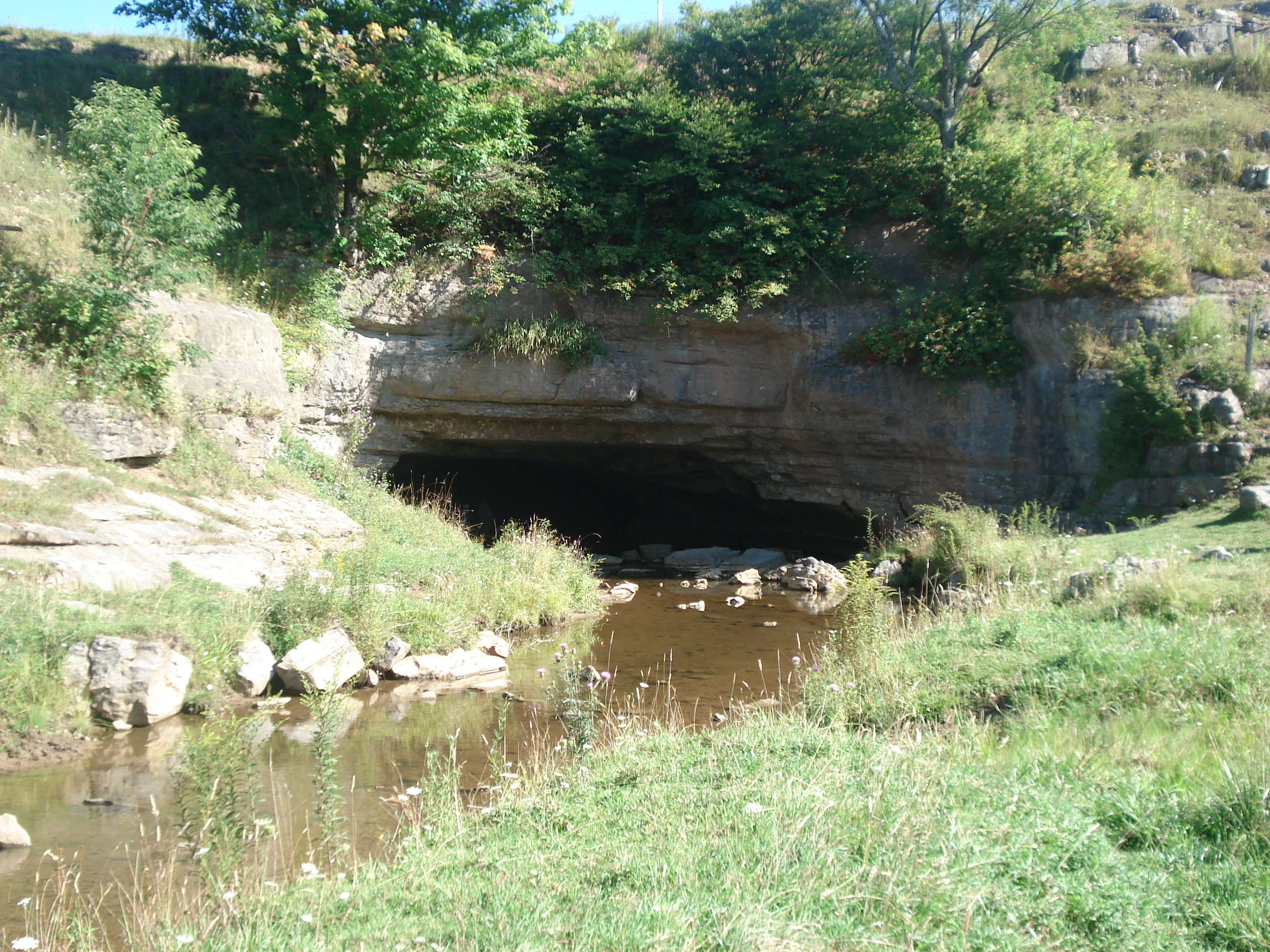
Entrée d'un cours d'eau souterrain à Osceola, en Virginie-Occidentale.

Le calcaire de Greenbrier (en anglais Greenbrier Limestone, connu localement sous le nom de Big Lime) est une formation calcaire, qui s'est déposée pendant le Viséen (ou Mississippien moyen, 345.3 ± 2.1 – 326.4 ± 1.6 Ma) et qui s'étend sur toute la Virginie-Occidentale, le Kentucky, l'ouest du Maryland et le sud-ouest de la Virginie. Il est nommé en référence à la rivière Greenbrier de Virginie-Occidentale.
La couche a par endroits plus de 120 mètres d'épaisseur et contient des gisements de pétrole et de gaz.
Le calcaire de Greenbrier est divisé en six unités stratigraphiques, qui sont, dans un ordre ascendant : le calcaire de Denmar ; le schiste de Taggard ; le calcaire de Pickaway ; le calcaire de l'Union ; le schiste de Greenville et le calcaire d'Alderson.
En Virginie-Occidentale, le calcaire comporte de nombreuses grottes.